# Charila
Charila (Χάριλλα) est le nom d’une petite fille de la mythologie grecque ; c’est aussi le nom d’une fête donnée en son honneur tous les huit ans à Delphes.
Sa légende est racontée par Plutarque.

Alors que Delphes était frappée par une sécheresse et que la famine s’installait parmi les habitants, le roi ne distribuait qu’avec parcimonie la farine et les légumes qu’il possédait car ses stocks étaient maigres. Un jour, une jeune orpheline pauvre et sans protecteur se présenta mais le roi la reçut en la frappant et en lui jetant une sandale au visage. La fillette s’éloigna de la ville et se pendit à un arbre. Alors que la famine se poursuivait et les habitants tombaient malades, le roi interrogea la pythonisse. L’oracle rendu avisa au roi qu’il devait apaiser Charila, une vierge qui s’était donnée la mort. Quand le roi comprit qu’il s’agissait de l’enfant qu’il avait giflée et humiliée, il institua une cérémonie expiatoire. 
 Le drame de Charila y était rejouée : le roi donnait de la nourriture aux habitants et quand un mannequin de la fillette lui était présenté il le frappait avec sa sandale ; la supérieure des thyades (prêtresses de Dionysos) emmenait alors le mannequin, lui nouait autour du coup une corde de jonc et l’enterrait à l’endroit où Charila s’était pendue. 
 La commémoration de la tragique histoire de Charila intervenait dans le cycle des rites agraires pour « conjurer » les sécheresses et leurs effets dévastateurs.  

## Source
- Plutarque, Œuvres morales [détail des éditions] [lire en ligne] (IV-18: Quaestiones Graecae 293B-F/12)